# Commius
Commius war ab 57 v. Chr. König der Atrebaten. Anfangs unterstützte er Gaius Iulius Caesar bei dessen Gallischem Krieg, wechselte aber 52 v. Chr. die Seiten und wurde ein erbitterter Gegner der römischen Invasoren. Um 50 v. Chr. wanderte er mit einem Teil seines Stammes von Gallien in das südöstliche Britannien aus und gründete dort ein neues Reich.

## Verbündeter Caesars
Commius entstammte dem im Nordwesten Galliens siedelnden Volk der Atrebaten. Nachdem Caesar 57 v. Chr. in einem schweren Kampf die Nervier und deren Verbündete, darunter auch die Atrebaten, an der Sambre besiegt und unterworfen hatte, erhob er Commius zum König von dessen Volk.
55 v. Chr. plante der römische Feldherr, einen Feldzug gegen Britannien zu führen, empfing aber vorher Gesandte mehrerer britonischer Völker, die ihre Unterwerfung anboten. Mit der Aufforderung, bei dieser Einstellung zu bleiben, sandte Caesar die Gesandten wieder heimwärts und gesellte ihnen als seinen eigenen Legaten Commius bei, da dieser über großen Einfluss in Südbritannien verfügte. Commius sollte möglichst viele Stämme zur Akzeptanz der römischen Oberhoheit zu überreden versuchen und ihnen Caesars baldige Ankunft mitteilen, wurde aber sofort nach seinem Erscheinen auf der Insel gefesselt und als Gefangener behandelt. Nachdem Caesar mit seinem Heer die Landung erzwungen hatte, ließen die Britonen den Atrebatenkönig wieder frei, ersuchten um Frieden und stellten Geiseln. Es kam jedoch zu weiteren Kämpfen, bei denen die Römer auch ein kleines Kontingent von 30 Reitern einsetzten, das Commius mitgebracht hatte. Als Caesar im nächsten Jahr (54 v. Chr.) eine zweite Expedition nach Britannien unternahm, beteiligte sich Commius wiederum daran und vermittelte gegen Ende dieses Feldzugs den Frieden mit Cassivellaunus, der als Anführer des Widerstandes der Inselbewohner gegen die Römer aufgetreten war.
Zunächst blieb Commius den Römern auch weiterhin ein treuer Bundesgenosse und durfte als Belohnung für seinen Einsatz in Britannien weitgehend autonom über sein Volk herrschen. Außerdem wurden die Moriner seiner Regierung unterstellt und die Atrebaten von der Steuerpflicht befreit. Nach einem Krieg Caesars gegen die Menapier sollte Commius dieses Volk mit einem Kavallerieregiment überwachen (53 v. Chr.).

## Kampf gegen die Römer
Als der Arverner Vercingetorix 52 v. Chr. den großen Aufstand gallischer Stämme gegen die römische Herrschaft anführte und gewisse Erfolge errang, fiel Commius von Caesar ab und veranlasste die Bellovaker, nicht separat, sondern gemeinsam mit den anderen verbündeten einheimischen Völkern gegen die Besatzer zu kämpfen. Während Vercingetorix in Alesia belagert wurde, gehörte Commius zu den Anführern der großen Armee, die dem Eingeschlossenen zu Hilfe kam. Doch letztlich waren alle Entsatzbemühungen erfolglos; Vercingetorix musste kapitulieren und der Hauptwiderstand der Gallier war damit gebrochen.
Dennoch setzte Commius den Kampf fort und focht als Kommandant der Belger mehrere Schlachten gegen die Römer. Obwohl diese letztlich die Oberhand behielten, mussten sie dennoch die Gefährlichkeit ihres Gegners konstatieren. Als Caesar im Winter 52/51 v. Chr. in Gallia Cisalpina weilte, vertrat ihn sein Legat Titus Labienus als Oberbefehlshaber im unterworfenen Gallien. Labienus erteilte Gaius Volusenus Quadratus den Befehl, Commius zu einer scheinbaren Aussprache einzuladen und ihn während des Gesprächs mit Hilfe einiger ausgewählter Zenturionen hinterhältig zu ermorden. Der Atrebate ging zwar in die Falle und erlitt durch einen Schwertstreich eine schwere Kopfverletzung, wurde dann aber von seinen Freunden verteidigt und gerettet. Dementsprechend empfand er eine noch größere Erbitterung gegen die Römer.
51 v. Chr. kämpfte Commius mit seinen Atrebaten und im Verbund mit Correus, dem Häuptling der Bellovaker, erneut gegen Caesar. Er nahm Verbindung zu den östlich des Rhein siedelnden germanischen Völkern auf und erhielt von ihnen Verstärkungstruppen. Die Gallier verloren aber die Schlacht, in der Correus fiel. Commius entkam zu den Germanen. Ende 51 v. Chr. nahm er den Krieg in Gallien wieder auf, aber da sich die Atrebaten mittlerweile unterworfen hatten, verlegte er sich auf eine Guerillataktik, indem er mit seinen Reitern ständig die römischen Versorgungs- und Kommunikationswege bedrohte. Gaius Volusenus Quadratus wurde erneut mit Commius’ Bekämpfung beauftragt, diesmal vom späteren Triumvirn Marcus Antonius, der damals als Caesars Legat diente. An der Spitze der Kavallerie focht Volusenus einige erfolgreiche Gefechte aus, stieß jedoch einmal bei einer hartnäckigen Verfolgung direkt mit Commius zusammen, der ihm eine schwere Oberschenkelwunde beibrachte. Die Römer vermochten die Gegner zurückzuschlagen, Commius aber gelang auf seinem schnellen Pferd die Flucht.
Bald sah der Atrebate, wohl auch, weil ihm die Kämpfer ausgingen, die Aussichtslosigkeit der Fortsetzung des Krieges ein und ließ Antonius ein Friedensangebot unterbreiten. In diesem erklärte er sich zur Stellung von Geiseln und der Akzeptanz eines ihm von Antonius angewiesenen Aufenthaltsortes bereit, wenn er – aus berechtigter Furcht – nie wieder in die Nähe eines Römers kommen müsse. Antonius war mit diesen Kapitulationsbedingungen einverstanden.

## Reichsgründung in Südostengland
Bald danach dürfte Commius mit einem Teil der Atrebaten die Flucht nach Britannien angetreten haben. Sextus Iulius Frontinus, der im 1. Jahrhundert n. Chr. ein Werk über Kriegslisten verfasste, berichtet – allerdings ohne Angabe einer Datierung –, dass Commius mit seinen Anhängern an die Küste floh und von Caesar verfolgt wurde. Als er das Gestade des Ärmelkanals erreicht hatte, wehte zwar ein günstiger Wind; da allerdings Ebbe herrschte, saßen seine Schiffe im Flachwasser fest. Dennoch ließ er die Segel setzen, als wenn er sich bereits in voller Fahrt auf dem Meer befände und konnte so seine noch weit entfernten Feinde täuschen, die daraufhin die Verfolgung einstellten.
Commius scheint dann ein Reich der Atrebaten im Südosten Britanniens gegründet zu haben und bis um 20 v. Chr. deren König gewesen zu sein. Nach dortigen Münzfunden hatte er drei Söhne namens Tincomarus, Eppillus und Verica, die nach ihm als Könige herrschten. Auch in Gallien wurden Münzen mit Commius’ Namen gefunden. Als letzter seiner Söhne führte Verica ab etwa 15 n. Chr. die Regierung, wurde um 40 n. Chr. von der Insel vertrieben und bat Kaiser Claudius um Hilfe. Dies führte im Jahr 43 zur römischen Invasion Britanniens.